# Bobi Wine
Robert Kyagulanyi Ssentamu, né le 12 février 1982, connu sous son nom de scène Bobi Wine, est un homme politique, chanteur, acteur et homme d'affaires ougandais. Il est actuellement député pour la circonscription de Kyadondo dans district de Wakiso, en région centrale de l'Ouganda et dirige également la Plateforme de l'unité nationale, un parti en opposition au président Yoweri Museveni. En juin 2019, il annonce sa candidature à l'élection présidentielle de 2021.

## Jeunesse et études
Robert Kyagulanyi Ssentamu est né le 12 février 1982 à l'hôpital de Nkozi, où sa mère travaillait. Il grandit dans le bidonville Kamwookya, situé au nord-est de Kampala, la capitale de l'Ouganda.
Kyagulanyi a fréquenté l'école de Kitante Hill, où il a obtenu son certificat en 1996, ainsi que l'école secondaire supérieure de Kololo, où il a obtenu son certificat supérieur en 1998. Il a ensuite fréquenté l'Université de Makerere à Kampala, où il a étudié la musique, la danse et l'art dramatique, obtenant un diplôme en 2003. En 2016, Kyagulanyi est retourné étudier le droit à l'Université internationale d'Afrique de l'Est, où il a pris contact avec le professeur David Lewis Lubongoya, devenu depuis secrétaire général du mouvement People Power, Our Power, une organisation populaire de la jeunesse ougandaise.

## Carrière musicale
Kyagulanyi a commencé sa carrière musicale au début des années 2000 et a adopté le nom de scène Bobi Wine. Ses premiers singles Akagoma, Funtula et Sunda (avec Ziggy D), lui ont valu le succès sur la scène musicale d'Afrique de l'est. Sa musique a été caractérisée de reggae, dancehall et afrobeat par ses fans, souvent avec un message socialement conscient. Il était le leader du groupe Fire Base Crew jusqu'à sa dissolution, avant de commencer un nouveau groupe connu sous le nom de Ghetto Republic of Uganda. En 2016, sa chanson Kiwani figurait sur la bande originale du film Queen of Katwe.

## Carrière cinématographique
Kyagulanyi est également un acteur de cinéma, jouant principalement dans des films ougandais locaux. En 2010, il a travaillé dans le film dramatique de Cleopatra Koheirwe, Yogera. En 2015, il a joué le rôle principal du film Situka, avec Hellen Lukoma. Il a également travaillé sur de nombreux autres films, dont Divizionz.

## Carrière politique
En avril 2017, Kyagulanyi annonce sa candidature lors des élections législatives dans la circonscription de Kyadondo. Sa campagne, caractérisée par le porte-à-porte, a attiré l'attention à la fois des Ougandais et des étrangers. Il remporte ensuite l’élection avec une large victoire, battant deux candidats puissants : Sitenda Sebalu du parti au pouvoir, le NRM et Apollo Kantinti du principal parti d'opposition, le FDC.
Après sa victoire, il publie une lettre publique adressée au président Yoweri Museveni qui critique les politiques de jeunesse de ce dernier et qui suscite l'attention des médias et du public.
En 2018, Kyagulanyi a acquis une renommée internationale, défendant les droits des plus pauvres à travers son programme politique qui s'oppose directement au régime en place du président Yoweri Museveni. Le 22 avril 2019, Kyagulani a été détenu par les autorités pendant son arrivée à un concert dans un club privé dans le sud de la ville de Kampala.
Kyagulanyi annonça son intention de briguer la présidence en juillet 2019. Cela venait un an après le Parlement d'Ouganda a aboli dans la constitution la limite d'âge de 75 ans pour des candidats aux élections présidentielles, ce qui permettait au président Yoweri Museveni, alors 74 ans, de briguer un sixième mandat. Cette réforme a été critiquée par un ancien juge de la Cour suprême d'Ouganda et l'auteur même de la constitution ; Kyagulani attira l'attention médiatique en rendant visite à ce juge peu avant sa déclaration de briguer le présidence en juillet 2019.
Devenu le porte parole de la jeunesse ougandaise et principal opposant à Museveni (parmi les 40 candidats), Kyagulani est arrêté le 18 novembre 2020 au lendemain du dépôt de sa candidature à la présidentielle de janvier 2021 sous le prétexte d'une violation des directives sanitaires contre la pandémie de Covid-19. Son arrestation provoque d'importantes manifestations anti gouvernementales dont la répression fait plusieurs dizaines de morts. Entre autres, le lauréat nobel nigérien Wole Soyinka appuya Kyagulani dans les élections.
Le fils du président sortant Yoweri Museveni, le lieutenant général Muhoozi Kainerugaba, qui dirige les forces spéciales, une unité de la Force de défense populaire ougandaise, a critiqué Kyagulani pour sa tenue et ses vêtements militaires, ce qui a par la suite attiré des critiques sur les réseaux sociaux pour le népotisme au sein de régime de Museveni.
Le résultat du scrutin est proclamé par la commission électorale, contrôlée par le régime. Elle déclare élu le président sortant, Yoweri Museveni, avec 58,6 % des voix. Robert Kyagulanyi, obtenant 34,8 % des votes, dénonce « l’élection la plus frauduleuse de l’histoire de l’Ouganda ».
En septembre 2024, Bobi Wine est grièvement blessé par balle, au niveau de la jambe, lors d'une fusillade avec les Forces de défense du peuple ougandais (UPDF) à l'extérieur de la capitale de Kampala.
En mai 2025, Bobi Wine annonce sa candidature à l'élection présidentielle de 2026.

## Controverses
Au début des années 2010, Kyagulani a attiré la notoriété des médias occidentaux pour les propos homophobes diffusés sur les réseaux sociaux. Par exemple, pendant la visite de président américain Barack Obama en Afrique en 2013 lors des funérailles de Nelson Mandela, Kyagulani a publié sur Facebook un commentaire dans lequel il critiqua Obama pour sa promotion de l'homosexualité en Afrique. En 2014, un concert à Birmingham au Royaume-Uni a été annulé en raison des propos homophobes apparaissent également dans ses chansons.